# 대한민국의 맥도날드
이 문서는 대한민국 내에서의 맥도날드에 대해서 서술한다.

## 역사
합작법인과 1호점
미국의 프랜차이즈였던 맥도날드가 대한민국에 상륙할 기미를 보인 것은 80년대 초중반이었다. 당시에는 외국 패스트푸드 체인점들이 기술제휴와 합작기업을 통해 본격적으로 진출하던 시기로, 맥도날드가 국내에 합작기업을 설립한 1986년에는 이미 버거킹, KFC, 웬디스 등이 들어와 있었다.
맥도날드 본사는 1983년부터 한국 진출을 추진했다. 1986년 2월 15일, 공인회계사였던 안효영 씨가 미국 맥도날드 사와 협의하여 합작회사인 '맥안산업'의 설립 허가를 재무부 앞으로 신청했다. 승인 후에는 양측에서 백만 달러를 출자하여 합작법인을 설립하고, 맥도날드 햄버거의 생산과 판매를 맡을 예정이었다. 또한 1986년 상반기에는 명동 등의 지역에 직영점 3개를 개점하고, 1988년까지 30여개의 체인점을 꾸린다는 계획이었다.
1986년 3월 말 합작회사 승인 허가가 나면서 맥안산업이 공식 설립되었다. 맥도날드 본사는 그해 여름부터 한국 내 광고대행사를 물색하고 한국지사 직원 채용을 시작했다. 바로 다음해인 1987년 초 서울 중심가에 1개 지점을 우선 설치하고, 조금씩 지점을 늘려간다는 전략도 세웠다. 맥도날드의 한국 진출 소식이 알려지자 기존 햄버거 업계의 회의적인 시각과 대응방안 마련 움직임도 컸으며, 심지어 아직 진출도 하기 전에 맥도날드라는 간판을 단 거짓 점포가 생겨나고 있다는 보도도 나왔다.
그러나 실제 개점까지는 2년여의 시간이 더 걸렸다. 우선 기한 10년에 순매출액 로열티 5%라는 미국 맥도날드 본사의 기술계약에 대해, 정부 관계당국이 기술개발이 빠른 업종 특성상 계약기간이 지나치게 길고 로열티가 타국에 비해 높다는 문제를 제기했기 때문이었다. 또 원재료의 조달 문제도 있었는데, 합작기업 승인 당시에 정부 당국이 감자와 육류를 국산으로 사용해야 한다는 조건을 내건 반면, 미국 본사에서는 전면 미국산으로 조달한다는 입장을 보이면서 합의에 큰 어려움을 겪었다. 결국 맥도널드는 쇠고기 원산지를 한우로 하는 등 원료를 전면 국산으로 조달하기로 합의하고 1987년 말부터 본격 개점 준비에 들어갔다. 1988년 3월 압구정 지점을 시작으로 연내에 두 곳을 추가, 3개 점포로 확대한다는 계획이었다.
1988년 3월 29일, 서울특별시 강남구 압구정동에 100평 규모의 맥도날드 1호점이 문을 열었다. 9월 10일에는 서울특별시 종로2가 태극당 자리에 2호점을 열었다. 총면적 270평, 좌석 250석 규모로 1호점의 두 배 규모였다. 같은 기간 맥도날드는 100만개의 햄버거를 판매하고 약 10억원의 매출을 달성했다.
1990년대
하지만 초창기 한국 맥도날드의 점포 확대는 적극적이지 못했다. 햄버거 등의 패스트푸드를 식사가 아닌 기호품으로 여겼던 당시 한국인들의 식문화와 비싼 점포 임대료 등의 문제로 인해 신규 점포 개점이 지연되는 바람에, 진출 3년째인 1991년에도 맥도날드의 점포수는 불과 7곳에 불과했다. 1990년 여름에는 맥도날드의 올림픽공원 지점 개점 문제로 논란이 벌어진 적이 있었다. 이 지점은 1988년 하계 올림픽 기념으로 제작된 평화의 문 바로 옆에 자리할 예정이었는데, 체육진흥공단이 입찰을 통해 맥도날드와 계약을 맺고 서울시에 식당에서 매점으로의 용도 변경허가를 신청했다. 그러나 사적지로 남게 될 기념 장소에서 화려한 맥도날드 간판은 경관을 해칠 것이라는 비판 여론이 크게 일었고 결국 서울시는 용도변경 허가 인가를 보류했다.
한편 맥도날드 독점 운영권을 갖고 있던 맥안산업과는 별도의 합작기업인 서울 지역의 '신맥'과, 부산 지역의 '맥킴' 등 두 개 합작회사가 추가로 설립되었다. 맥킴은 1991년 12월 7일 부산광역시 동래구 동부터미널 세원백화점에 맥도날드 부산 1호점을 개점했고, 뒤이어 해운대 해수욕장과 광안리 해수욕장 부근에 2호점과 3호점이 각각 들어서게 되었다. 그와는 달리 맥안산업과 신맥은 점포망 확장에 소극적이었는데, 특히 신맥은 계약 조건을 문제삼아서 설립 이후에도 1호점 개점을 해를 넘겨 늦추고 있었다. 때문에 경쟁사들이 대형 점포를 확충해나가는 일을 견제하던 맥도날드 본사는 직영으로 돌아가는 세 합작기업과는 별도로, 개인사업자에게 가맹 형식으로 운영권을 내주기도 했다.
1992년 맥도날드는 햄버거 업계로서는 처음으로 드라이브 스루를 도입했다.
1993년에는 94 미국 월드컵의 공식 파트너로 지정된 맥도날드
1995년에는 100호점인 영동점이 문을 열었다.
1997년에는 불고기 버거를 처음 출시했다. 한국 요리 중 하나인 불고기맛 소스를 적용한 소고기 버거로, 출시 당시 전체 매출의 35%를 차지하며 큰 인기를 끌었다.
1999년 10월 9일에는 광주광역시 이마트에 호남 1호점을, 15일에는 전주시에 1호점을 열면서, 그간 수도권과 영남에 편중되었던 맥도날드가 호남 지방에 본격적으로 진출하게 되었다.
2000년대
2000년 4월 13일에는 처음으로 맥모닝 메뉴의 시험 판매를 개시했다. 당시 판매 매뉴는 에그/소시지 맥머핀과 해시 브라운으로 구성되어 있었으며, 음료수를 포함한 세트 메뉴도 같이 팔았다. 그해 5월 말까지 시험 판매를 이어갈 계획이었으나 실제 판매 개시로 이어지지는 않았다. 2000년 7월 1일에는 매운 닭날개로 만든 치킨 메뉴인 맥윙을 처음으로 선보였다. 같은해 맥도날드의 매출은 2300억원에 달했다.
2001년 2월 초에는 한국 한정 메뉴인 새우버거를 선보였다. 이후 2002년 FIFA 월드컵의 공식 파트너로 지정된 맥도날드는 월드컵 마스코트의 이름 짓기 주관사로 참여, 전 매장에서 마스코트 이름 투표를 진행하도록 했으며 4월 26일 한국맥도날드 본사에서 마스코트 명명식을 진행했다.
2006년에는 2006년 FIFA 월드컵의 공식 파트너 자격으로 당시 월드컵 본선진출국이었던 이탈리아, 멕시코, 오스트레일리아 이 세 나라를 본딴 3종의 기간한정 판매 버거를 출시하였는데 2006년 4월 ~ 5월에는 이탈리안버거, 6월에는 멕시칸버거, 7월에는 오스트랠리안버거를 기간한정 판매하였다.
2010년대
2017년 4월 21일부터는 카카오톡의 선물하기 서비스에 입점하여, 총 20여개의 메뉴를 판매할 수 있게 되었다.

#### 대형마트 내
- 경기도: 이마트시화점, 이마트과천점, 홈플러스부천상동점
- 인천광역시: 이마트연수점
- 대구광역시: 이마트만촌점
- 경상북도: 이마트포항점
- 전라남도: 이마트여수점